# Baryceros halli
Baryceros halli är en stekelart som beskrevs av Henry Keith Townes, Jr. 1962. Baryceros halli ingår i släktet Baryceros och familjen brokparasitsteklar. Inga underarter finns listade.